# Saltos ornamentais no Campeonato Europeu de Esportes Aquáticos de 2016 - Trampolim 3 m sincronizado misto
A prova do trampolim 3 m sincronizado misto dos saltos ornamentais no Campeonato Europeu de Esportes Aquáticos de 2016 ocorreu no dia 11 de maio em Londres, no Reino Unido. 

## Calendário
| Fase  | Data       | Hora  |
| ----- | ---------- | ----- |
| Final | 11 de maio | 21:30 |

Todos os horários estão no horário local (UTC+0)

## Medalhistas
| Ouro                                 | Prata                                     | Bronze                                       |
| Reino Unido · Grace Reid · Tom Daley | Itália · Tania Cagnotto · Maicol Verzotto | Rússia · Nadezhda Bazhina · Nikita Shleikher |

## Resultados
Esses foram os resultados da competição.
| Pos.              | Saltador                          | Nacionalidade |        |
| Pos.              | Saltador                          | Nacionalidade | Pontos |
| ----------------- | --------------------------------- | ------------- | ------ |
| Medalha de ouro   | Grace Reid Tom Daley              | Reino Unido   | 321.06 |
| Medalha de prata  | Tania Cagnotto Maicol Verzotto    | Itália        | 308.70 |
| Medalha de bronze | Nadezhda Bazhina Nikita Shleikher | Rússia        | 305.28 |
| 4                 | Christina Wassen Timo Barthel     | Alemanha      | 291.06 |
| 5                 | Anastasiia Nedobiga Oleg Kolodiy  | Ucrânia       | 289.14 |
| 6                 | Daniella Nero Vinko Paradzik      | Suécia        | 265.11 |
| 7                 | Jessica Favre Guillaume Dutoit    | Suíça         | 255.60 |
| 8                 | Rocío Velázquez Alberto Arévalo   | Espanha       | 245.16 |